# Sanche V de Gascogne
Sanche († 961) est un comte de Gascogne de 955 à 961.

## Biographie
Il est le fils et successeur de Sanche Garcie comte de Gascogne de 886/887 jusqu’à sa mort après 920. Il meurt sans laisser de postérité et est remplacé par son frère Guillaume Sanche de Gascogne.